# 中塩美悠
中塩 美悠（なかしお みゆ、英語: Miyu Nakashio、1996年10月21日 - ）は、日本の元フィギュアスケート選手（女子シングル）。広島県広島市出身。血液型はA型。2014年JGPタリン杯、2015年トリグラフトロフィー優勝。

## 経歴
ノートルダム清心高等学校を卒業、早稲田大学人間科学部ｅスクール（通信教育課程）卒業。
2010-11シーズン、全日本ジュニア選手権にはじめて出場し21位となった。2011-12シーズン、同選手権で15位となる。
2012-13シーズン、西日本選手権で3位となり初出場となった全日本選手権では15位となった。2013-14シーズン、西日本選手権で優勝し、全日本選手権では11位となる。
2014-15シーズン、初の国際大会であるアジアフィギュア杯のジュニアクラスで4位となり、初参戦となったジュニアグランプリシリーズのJGPクールシュヴェルに出場し4位となった。続くJGPタリン杯では優勝し、国際スケート連盟主催の公式大会ではじめて表彰台に立った。初出場となったJGPファイナルではジャンプのミスが響き6位に終わる。全日本選手権では、ショートプログラムでシーズンベストを更新し4位につけ、最終滑走グループ入りと躍進した。だが、フリースケーティングでは開始直後のスタートポジションで誤ってショートのポーズを取ってしまうなど緊張感を隠せず、ジャンプのミスが続き12位となり総合10位に終わった。シーズンの締め括りとなるトリグラフトロフィーでは、シニアの国際大会に初めて出場し優勝した。
2015-16シーズン、初戦であるロンバルディアトロフィーで3位入賞、グランプリシリーズに参戦し、スケートアメリカで11位に終わった。しかし、全日本選手権は中殿筋断裂を理由に大会直前に棄権を決めた。3月中旬に林祐輔にコーチを変更し、兵庫県西宮市に練習拠点を移した。
2018-19シーズン、トゥーループジャンプで着く左足に骨挫傷を抱えたため引退を表明。2019年2月24日のスケートヒロシマ2019選手権が競技生活最後の試合となった。
2019年5月に、同年4月にプロスケーターとしてシルク・ドゥ・ソレイユと契約したことを公表。

## 技術・演技
アクセルを除く5種類のトリプルジャンプを跳ぶことができる。コンビネーションでは、3回転トゥーループ-3回転トゥーループ、2回転半アクセル-3回転トゥーループを成功させた。2014JGPタリン杯のフリーでは、すべてのスピン、ステップでレベル4を獲得した。

## 主な戦績
| 大会/年             | 2010-11 | 2011-12 | 2012-13 | 2013-14 | 2014-15 | 2015-16 | 2016-17 | 2017-18 | 2018-19 |
| ------------------- | ------- | ------- | ------- | ------- | ------- | ------- | ------- | ------- | ------- |
| 全日本選手権        |         |         | 15      | 11      | 10      | 棄権    | 21      | 28      | 22      |
| GPスケートアメリカ  |         |         |         |         |         | 11      |         |         |         |
| CSワルシャワ杯      |         |         |         |         |         |         | 4       |         |         |
| ロンバルディア杯    |         |         |         |         |         | 3       |         |         |         |
| トリグラフ杯        |         |         |         |         | 1       |         |         |         |         |
| 全日本Jr.選手権     | 21      | 15      |         |         |         |         |         |         |         |
| JGPファイナル       |         |         |         |         | 6       |         |         |         |         |
| JGPタリン杯         |         |         |         |         | 1       |         |         |         |         |
| JGPクールシュヴェル |         |         |         |         | 4       |         |         |         |         |
| アジアフィギュア杯  |         |         |         |         | 4 J     |         |         |         |         |

### 詳細
| 2017-2018 シーズン    |                                              |          |    |      |
| 開催日                | 大会名                                       | SP       | FS | 結果 |
| 2017年12月20日 - 24日 | 第86回全日本フィギュアスケート選手権（調布） | 28 44.60 | -  | 28   |

| 2016-2017 シーズン    |                                                      |          |          |           |
| 開催日                | 大会名                                               | SP       | FS       | 結果      |
| 2016年12月22日 - 25日 | 第85回全日本フィギュアスケート選手権（門真）         | 15 54.99 | 21 90.86 | 21 145.85 |
| 2016年11月17日 - 20日 | ISUチャレンジャーシリーズ ワルシャワ杯（ワルシャワ） | 4 54.13  | 3 103.10 | 4 157.23  |

| 2015-2016 シーズン    |                                                              |         |          |           |
| 開催日                | 大会名                                                       | SP      | FS       | 結果      |
| 2015年10月23日 - 25日 | ISUグランプリシリーズ スケートアメリカ（ミルウォーキー）     | 8 57.01 | 11 96.28 | 11 153.29 |
| 2015年9月17日 - 20日  | 2015年ロンバルディアトロフィー（セスト・サン・ジョヴァンニ） | 3 54.90 | 3 95.96  | 3 150.86  |

| 2014-2015 シーズン    |                                                            |         |          |           |
| 開催日                | 大会名                                                     | SP      | FS       | 結果      |
| 2015年4月15日 - 19日  | 2015年トリグラフトロフィー（イェセニツェ）                 | 1 57.89 | 1 90.55  | 1 148.44  |
| 2014年12月25日 - 28日 | 第83回全日本フィギュアスケート選手権（長野）               | 4 60.07 | 12 98.36 | 10 158.43 |
| 2014年12月11日 - 14日 | 2014/2015 ISUジュニアグランプリファイナル（バルセロナ）    | 6 51.74 | 6 92.70  | 6 144.44  |
| 2014年9月24日 - 28日  | ISUジュニアグランプリ タリン杯（タリン）                   | 3 51.81 | 1 108.83 | 1 160.64  |
| 2014年8月20日 - 24日  | ISUジュニアグランプリ クールシュヴェル（クールシュヴェル） | 4 52.51 | 3 95.27  | 4 147.78  |
| 2014年8月6日 - 10日   | 2014年アジアフィギュア杯 ジュニアクラス（台北）            | 4 50.56 | 5 88.08  | 4 138.64  |

| 2013-2014 シーズン    |                                                  |          |           |           |
| 開催日                | 大会名                                           | SP       | FS        | 結果      |
| 2013年12月20日 - 23日 | 第82回全日本フィギュアスケート選手権（さいたま） | 11 54.65 | 12 102.21 | 11 156.86 |

| 2012-2013 シーズン    |                                              |          |          |           |
| 開催日                | 大会名                                       | SP       | FS       | 結果      |
| 2012年12月20日 - 24日 | 第81回全日本フィギュアスケート選手権（札幌） | 13 50.50 | 17 86.86 | 15 137.36 |

| 2011-2012 シーズン    |                                                      |          |          |           |
| 開催日                | 大会名                                               | SP       | FS       | 結果      |
| 2011年11月25日 - 27日 | 第80回全日本フィギュアスケートジュニア選手権（八戸） | 21 41.50 | 15 77.60 | 15 119.10 |

| 2010-2011 シーズン    |                                                            |          |          |           |
| 開催日                | 大会名                                                     | SP       | FS       | 結果      |
| 2010年11月27日 - 28日 | 第79回全日本フィギュアスケートジュニア選手権（ひたちなか） | 19 40.30 | 21 70.99 | 21 111.29 |

## プログラム使用曲
| シーズン  | SP                                                                                   | FS                                                                                              | EX                                                                      |
| --------- | ------------------------------------------------------------------------------------ | ----------------------------------------------------------------------------------------------- | ----------------------------------------------------------------------- |
| 2018-2019 | タイム・トゥ・セイ・グッバイ 作曲：フランチェスコ・サルトーリ 振付：ロヒーン・ワード | 映画『タイタニック』より 作曲：ジェームズ・ホーナー 振付：鈴木明子                              |                                                                         |
| 2017-2018 | タイム・トゥ・セイ・グッバイ 作曲：フランチェスコ・サルトーリ 振付：ロヒーン・ワード | ラプソディ・イン・ブルー 作曲：ジョージ・ガーシュウィン 振付：佐藤操                            |                                                                         |
| 2016-2017 | ゴファー・マンボ ボーカル：イマ・スマック 振付：宮本賢二                             | ラプソディ・イン・ブルー 作曲：ジョージ・ガーシュウィン 振付：佐藤操                            |                                                                         |
| 2015-2016 | ゴファー・マンボ ボーカル：イマ・スマック 振付：宮本賢二                             | シェヘラザード 作曲：ニコライ・リムスキー＝コルサコフ 振付：阿部奈々美                          |                                                                         |
| 2014-2015 | ミュージカル『フォッシー』 作曲：ボブ・フォッシー 振付：阿部奈々美                   | タンゴ・デ・ロス・エクシラドス 作曲：ウォルター・タイエブ 演奏：ヴァネッサ・メイ 振付：有川梨絵 | 私たちは絶対に絶対にヨリを戻したりしない ボーカル：テイラー・スウィフト |
| 2013-2014 | ミュージカル『フォッシー』 作曲：ボブ・フォッシー 振付：阿部奈々美                   | アランフエス協奏曲 作曲：ホアキン・ロドリーゴ                                                   |                                                                         |